# الحملة الصليبية النرويجية
الحملة الصليبية النرويجية (بالإنجليزية: Norwegian Crusade)‏ هي إحدى الحملات الصليبية التي قادها ملك النرويج سيجورد الأول، بدأت الحملة عام 1107 بعد انتهاء الحملة الصليبية الأولى حيث قاد الملك سيجورد اسطولا بحريا للتوجه إلى الأراضي المقدسة ليكون بذلك أول ملك أوروبي يقوم بذلك.

## الرحلة إلى القدس

### من النرويج إلى إنجلترا
ابحر الملك سيجورد ورجاله إلى إنجلترا في خريف عام 1107 بصحبة اسطول مؤلف من 60 سفينة على متنها 5 آلاف رجل، كانت يحكم إنجلترا في ذلك الوقت الملك هنري الأول الذي سمح للنرويجيين بالبقاء خلال فصل الشتاء كله، وحينما حل ربيع عام 1108 ابحر سيجورد غربا إلى الأندلس.

### في الأندلس
بعد عدة أشهر وصلت الحملة إلى مدينة سانتياغو دي كومبوستيلا حيث سمح لهم الحاكم المحلي بالإقامة حتى الشتاء لكن حينما حل الشتاء حدث نقص بالامدادات الغذائية الأمر الذي دفع الحاكم المحلي إلى الامتناع عن بيع الطعام إلى النرويجيين الأمر الذي دفع الملك سيجورد إلى جمع قواته ومهاجمته في حصنه ونهبه. ثم ابحر سيجورد في رحلته وفي أثناء المسير واجه سيجورد العديد من القراصنة الذين يسعون إلى سلب السفن المسالمة في البحر المتوسط لكنه لم يكترث بل قام هو بمهاجمتهم وسلبهم سفنهم وكانوا 8 سفن، بعد ذلك وصل إلى إحدى مدن المسلمين في الأندلس تسمى بالسنترا (حاليا بالبرتغال) وقام بهزية المسلمين وذبح كل مسلم يرفض دخول المسيحية وبالطبع قام بسلب المدينة !، واستمر في طريقة في الأندلس حتى وصل ليشبونا التي كانت مقسمه انذاك إلى قسمين، قسم مسيحي وقسم وثني وهزم المسلمين وسيطر على المدينة وقام بذبح آلاف من اهلها وقام بعمليات سلب بشعة في حق المدينة.

### في جزر البليار
بعد انتصار اخر لسيجورد على المسلمين في أثناء سيره خلال مضيق جبل طارق اكمل رحلته على طول سواحل بلاد المسلمين في البحر المتوسط حتى وصل إلى جزر البليار وفي تلك الأثناء لم تكن جزر البليار سوى مؤى لقراصنة البحر المتوسط من الافرنجة وكانت تحت حكم المسلمين فهجم على بعض مناطق الجزيرة وبعد معارك ضارية استطاع ان يحصل على أكبر قدر ممكن من الكنوز لكنه لم يستطع استكمال غزوة لتلك الجزر لان الطوائف الأندلسية المسلمة كانت قد حصنت تلك المناطق جيدا.

### في صقلية
في ربيع عام 1110 وصلوا جزيرة صقلية والتي كان يحكمها الأمير الصقلي الصغير الكونت روجر الثاني.

### في فلسطين
أخيرا وصل سيجورد عكا في صيف 1110 ويقال انه نزل في يافا، وانطلق إلى فلسطين حيث لقى الملك بالدوين الأول الذي استقبله احر استقبال وقام بتسليمه الكثير من الكنوز بما فيها صليب يعتقد ان المسيح ذات نفسه قد صلب عليه لكن على شرط ان يرجع الصلبيب إلى مدفن القديس اولاف الثاني.

### حصار صيدا
بعد ذلك عاد سيجورد إلى سفنه في عكا وقام بضرب صيدا بامرافقة بالدوين الأول واستطاع ان ينتصر على الفاطميين هناك وتأسست لوردية صيدا.

## العودة إلى الموطن

### إلى القسطنطينية
بعد ذلك سافر سيجورد إلى اليونان (أثناء الحكم البيزنطي) واستمر في رحلته حتى القسطنطينية وكان قبل ذلك قد مر بقبرص، وقد كرمه الإمبراطور البيزنطي ألكسيوس الأول.

### إلى النرويج
اعطى الإمبراطور البيزنطي لسيجورد الكثير من الاحصنة على ان يسلمه كل سفنه، فوافق ولكن بقى الكثير من رجاله للخدمة في الجيش البيزنطي استمر سيجورد في رحلته حتى بلغ بلغاريا من ثم المجر من ثم بافاريا بألمانيا حيث اللتقى بامبراطور الامبراطورية الرومانية المقدسة لوثر من ثم وصل إلى الدنمرك حيث حيث كرمه الملك الدنماركي نيلس حتى وصل في نهاية الطاف إلى النرويج في عام 1113 بعدما اعطاه سفينة تأخذه إليها.